# São Miguel da Guarda
São Miguel da Guarda is een plaats (freguesia) in de Portugese gemeente Guarda en telt 6734 inwoners (2001).